# Daniel Hernández
Ne doit pas être confondu avec Daniel Hernandez.
Daniel Hernández Morillo dit Daniel Hernandez, né à Huancavelica (province de Tayacaja) en 1856, mort à Lima en 1932, est un peintre majeur péruvien dont l'œuvre couvre plusieurs styles, de la peinture de genre à la peinture académique puis à l'impressionnisme, avant d'aboutir à un style très personnel. Excellent portraitiste, ses œuvres des deux dernières décennies effacent l'étiquette de « peintre académique » que les critiques d'art lui avaient accolée.
Son nom complet comprend le nom de son père : Leocadio Hernandez, et celui de sa mère : Doña Basilia Morillo.

## Apprentissage
Son éducation artistique commence à l'âge de 14 ans, dans l'atelier du peintre Leonardo Barbieri. Dès 1872, son tableau La mort de Socrate lui vaut l'estime des autorités artistiques et une  bourse du gouvernement de Manuel Pardo, dont il ne recevra qu'une partie : le président Pardo sera assassiné le 16 novembre 1878.
Ce qui n'empêche pas Daniel Hernandez de partir pour l'Europe. Il séjourne d'abord à Rome où il étudie la peinture classique pendant dix ans, puis à Paris où il réside jusqu'en 1917. Il se lie alors avec les orientalistes espagnols : Mariano Fortuny, (fils de Marià Fortuny), Francisco Pradilla y Ortiz, Villegas, avant de devenir président de la « Société des Peintres espagnols résidents à Paris ». Peintre historique, portraitiste, son style oscille entre préciosité et débauche de couleurs.

## Le peintre reconnu

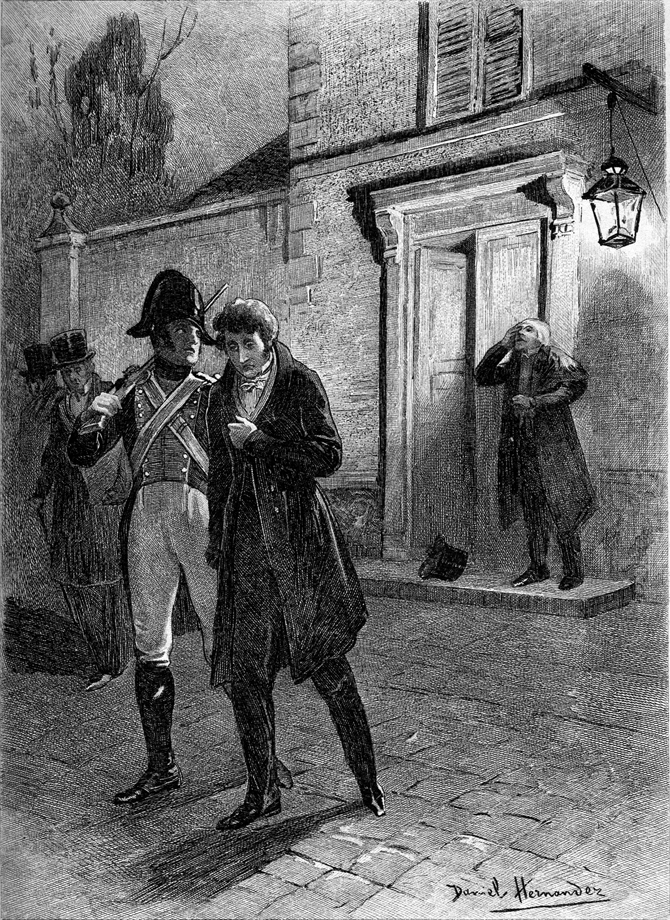
Le Cabinet des Antiques de Balzac par Daniel Hernandez.

Récompensé dès 1899 à l'Exposition universelle de Paris pour son célèbre tableau La Paresseuse et en 1900 pour Cruel amour et la paresseuse, Hernandez se révèle un « grand admirateur de beauté féminine ».
En 1918, il retourne dans son pays natal où  il occupera jusqu'à sa mort la fonction de directeur de l'École Supérieure des Beaux Arts du Pérou; le peintre indigéniste José Sabogal lui succédera à ce poste. Bien que considéré comme peintre académique, Hernandez a été très influencé par le mouvement impressionniste dont il sera l'ardent promoteur dans son pays.  
Daniel Hernandez a également illustré un grand nombre d'œuvres de grands auteurs, notamment Le Curé de village, Illusions perdues, Le Médecin de campagne d'Honoré de Balzac.

## Œuvres

La paresseuse, 1906, Museo de Arte de Lima

- La Paresseuse, 1906, Museo de Arte de Lima
- Portrait de Madame Luisa de Mesones
- Simon Bolivar
- Don Francisco Pizarro, 1929
- Manuel Hernandez
- Femme au bouquet
- Paysan italien
- La charmeuse de serpents, 1881, Musée des beaux-arts de Dunkerque
- Mes colombes, gravure, 59 x 32 cm, Gray, musée Baron-Martin.